# Убийство Габриэля Грюнера и Фолькера Кремера
Убийство Габриэля Грюнера и Фолькера Кремера — убийство двух специальных корреспондентов из немецкого журнала Stern, которое было совершено 13 июня 1999 года, через 2 дня после официального завершения Косовской войны, в районе деревни Дулье (Призренский Подгор) в 25 км от города Призрен. Эти двое журналистов стали первыми гражданскими лицами из ФРГ, погибшими во время проведения военной операции Германии на территории другого государства, с 1945 года. Был убит также их переводчик Сенол Алит. Убийство не раскрыто до сих пор: в его совершении подозревают как югославских пограничников с КПП у Дульевского ущелья (западная часть Косова и Метохии, контролируемая самопровозглашённой Республикой Косово), так и британских солдат из миротворческого контингента KFOR.

## Персоналии

### Габриэль Грюнер
Габриэль Грюнер (нем. Gabriel Grüner) родился 8 августа 1963 в итальянском городе Маллес-Веноста (Мальс). Он учился в Инсбрукском университете Австрии. Карьеру журналиста начал в 1991 году, проработал 8 лет и путешествовал много по миру, побывав в Афганистане, Алжире и Судане, а также в Словении, Хорватии, Боснии и Сербии. Грюнер был лауреатом премии World Press Photo Award, а также награды Королевского общества фотографии. На момент трагедии Грюнер встречался с журналисткой Беатрикс Герстбергер, которая была беременна первым ребёнком (он родился после смерти отца и получил имя Якоб). Габриэлю Грюнеру было 35 лет, когда он был убит: его похоронили в Италии. Герстбергер позднее выпустила книгу, в которой рассказала свою историю о Грюнере и собрала истории других женщин, чьи мужья погибли при исполнении служебных обязанностей.

### Фолькер Кремер
Фолькер Кремер (нем. Volker Krämer), по неофициальным данным, родился 12 октября 1943 года. Он проработал в журнале Stern около 30 лет, пробыв дольше других сотрудников в штате журнала. Он начинал работу в газете Rheinische Post в Дюссельдорфе, когда его нанял журнал на постоянную работу. Кремер организовал свою первую выставку фотографий при помощи Ганса-Гюнтера Эккерта, директора школы имени Вильгельма Фабри. Кремер не только занимался фотографированием, но и вёл заметки: особенно много фотографий он сделал в горячих точках (Казахстан, Эритрея, Турция, ЮАР, Афганистан), где было слишком небезопасно, и при этом в каждую фотографию вносил собственное видение. В частности, Кремер был автором фоторепортажа о вводе советских войск в ЧССР, который был показан по всему миру. Он сыграл большую роль в развитии журнала, посвящая ему даже свободное время и составляя статьи для него. О себе Кремер высказывался: «Как репортёр, я слежу за обыденной жизнью обычных людей и через объектив камеры замечаю что-то абсурдное и немножко смешное».

## Обстоятельства трагедии
Грюнер и Кремер находились у Дульевского ущелья в Косово 13 июня 1999 года, следуя по безопасному маршруту для гражданских лиц и подготавливая фотоматериал для журнала, посвящённый местным жителям и их быту. Они сопровождали передовой отряд 21-го полка бундесвера из международного миротворческого контингента. Недалеко от югославского КПП (в 40 км от Приштины) по журналистам был открыт огонь: некие двое неизвестных обстреляли колонну и скрылись на автомобиле. Кремер получил пулю в голову и погиб на месте, а Грюнер был тяжело ранен. Его отправили в больницу в македонский город Тетово, но несмотря на усилия врачей, в тот же день Грюнер скончался от полученных ранений. Тело Кремера пролежало несколько часов, прежде чем его забрали: фотографию убитого Кремера сделал редактор журнала Spiegel с большого расстояния. Тела убитых доставили в Германию, где прошла церемония прощания с погибшими журналистами.

## Версии
В настоящее время причина гибели журналистов не установлена, поскольку события не получили однозначной трактовки и толкуются по-разному СМИ Западной Европы и Сербии. Доподлинно неизвестно, кто и почему начал стрелять в журналистов.

### Югославские пограничники
Расследование формально началось с проверки действий военных и изучения возможности привлечения кого-либо из них к уголовной ответственности. По одной версии, виновниками были югославские пограничники, которые якобы приняли Кремера и Грюнера за преступников или албанских боевиков и бросились за ними в погоню, а затем открыли огонь. Сторонники этой версии убеждены, что хотя югославские пограничники обязаны были обеспечить безопасность в районе, они не поверили в благие намерения журналистов, которые заявляли, что не являются шпионами или членами вооружённых формирований.

### Миротворцы НАТО
По другой версии, к смерти Грюнера и Кремера причастен контингент миротворцев KFOR, направленный НАТО в Косово: в тот день оба журналиста ехали на автомобиле, разыскивая следы массовых захоронений в Косово, однако сбились с пути и начали искать помощь, чтобы хотя бы суметь вернуться обратно. Миротворцы НАТО, согласно этой версии, встретили журналистов и предложили их сопроводить к массовым захоронениям, но затем неожиданно решили арестовать обоих журналистов. Кремер и Грюнер пытались бежать, но Кремер был убит на месте, а Грюнер был смертельно ранен. Предполагается, что убийство совершили британцы.

## Последствия и память
Гибель журналистов потрясла журнал Stern, хотя это был не первый случай гибели сотрудников журнала. 14 июня редакция журнала почтила минутой молчания погибших коллег, а главный редактор Михаэль Майер сказал, что гибель его коллег — «известнейших и опытнейших журналистов» — стала серьёзной утратой и невосполнимой потерей для реакции. На церемонии прощания с погибшими присутствовали не только родственники, но и их коллеги и земляки.
В 1999 году была учреждена премия Габриэля Грюнера в размере 6 тысяч евро, которой награждаются ежегодно журналисты за проявляемую ими отвагу при исполнении служебных обязанностей. О смерти погибших журналистов напоминает ныне памятный камень в Дульевском ущелье в Косово.
Вместе с тем средствами массовой информации были усилены меры по безопасности сотрудников в связи с гибелью журналистов, поскольку в потенциальной опасности оказывались и съёмочные группы телеканалов.